# Laticorophium baconi
Laticorophium baconi is een vlokreeftensoort uit de familie van de Corophiidae. De wetenschappelijke naam van de soort werd in 1934 voor het eerst geldig gepubliceerd door Clarence Raymond Shoemaker als Corophium baconi.

## Verspreiding
Laticorophium baconi is een buisvormende vlokreeft. Het is inheems in het noordoosten van de Stille Oceaan, waar het verspreidingsgebied zich uitstrekt van de Beringzee tot de Galapagoseilanden en het noorden van Peru. Het werd geïntroduceerd in Hawaï, Hongkong, Australië, Brazilië en de Golf- en Atlantische kusten van Noord-Amerika, van Mexico tot South Carolina. Het varieert van polaire tot tropische omgevingen en open kusten tot estuaria waar het voorkomt op zand en modder, zeegrasvelden, rotssteigers, zeeweringen, offshore-platforms, drijvers en boeien, en soms in drijvende Sargassum-algenmatten.